# Angel Face
Angel Face est le dix-septième album de la série de bande dessinée Blueberry de Jean-Michel Charlier (scénario) et Jean Giraud (dessin). Il a été publié en 1975.

## Introduction
L’action se déroule à l’époque du premier mandat d'Ulysses S. Grant, vers 1870.
La première page de cet épisode est un récapitulatif du cycle débutant par Chihuahua Pearl jusqu’au Hors-la-loi et se concluant par Le Bout de la piste, avec pour intrigue principale le sort du trésor des confédérés entremêlée avec un plan d'assassinat du Président des États-Unis.

## Résumé
Angel Face, tireur d'élite, a dans son viseur le président Grant en déplacement à Durango (Colorado) alors que Guffie Palmer s’interpose dans la ligne de tir, ayant échappée à son assassin à la fin de l’épisode Le Hors-la-loi. Voulant innocenter Blueberry, elle l’incrimine involontairement par ses derniers mots au président Grant. Profitant de la pagaille créée par Guffie, Blueberry — devant servir de bouc émissaire — se libère de ses gardiens en renversant une lanterne, allumant rapidement un feu rendant impossible la réussite du plan.
Angel Face et son groupe s'enfuient pour revenir le jour suivant à la gare de Durango afin d'accomplir leur méfait alors que Grant doit saluer une dernière fois les habitants de la ville.

## Développement de l'intrigue à travers les différents albums
- Chihuahua Pearl : Blueberry apprend du général MacPherson l'existence du trésor des confédérés et est mis en relation avec Chihuahua Pearl pour retrouver les différents protagonistes.
- L'Homme qui valait 500 000 $ : Blueberry retrouve et fait évader d'une prison mexicaine le soldat sudiste mandaté pour cacher le trésor à la fin de la guerre de Sécession.
- Ballade pour un cercueil : Le trésor caché dans un cercueil à Tacoma, Mexique est récupéré par Blueberry afin d'être ramené aux États-Unis. Une fois passé la frontière, Blueberry est arrêté pour le vol du trésor qui s'est révélé n'être que de la ferraille.
- Le Hors-la-loi : Blueberry est libéré lors d'un braquage d'un train et s'enfuit utilisant une filière mise en place par ses « sauveurs ». La mécanique devant mener à l'assassinat de Grant s'enclenche.
- Angel Face : Blueberry empêche deux tentatives sur la vie du président mais l'épisode se termine sans qu'il ait réussi à établir sa non-participation aux attentats.

## Personnages principaux
- Mike S. Blueberry : ancien prisonnier accusé à tort de tentative d'assassinat.
- Angel Face : tueur à gages
- Blake : membre d'une bande de comploteurs qui vise à prendre le pouvoir aux États-Unis
- Guffie Palmer : ancienne comédienne et tenancière d'un bordel
- Ulysses S. Grant : président américain qui est la cible d'une tentative d'assassinat
- A titre anecdotique, un Marshall (véritable sosie de l'Oncle Sam dans sa représentation la plus connue) s'est vu attribuer le nom de Melvin Van Peebles

## Éditions
- Jean-Michel Charlier (scénario) et Jean Giraud (dessin), Angel Face, Paris, Dargaud, 1975, 46 p. (ISBN 978-2-205-04345-7)